# Cassia fikifiki
Cassia fikifiki é uma espécie de legume da família Leguminosae.
Apenas pode ser encontrada na Costa do Marfim.
Esta espécie está ameaçada por perda de habitat.